# Ignacy Krasicki
Ignacy Błażej Franciszek Krasicki (Dubiecko, 1735. február 3. – Berlin, 1801. március 14.) lengyel költő és író.

## Élete
Miután egy ideig Rómában tartózkodott, előbb kanonok volt Lembergben, majd (1767) ermlandi érsek lett. Midőn érseksége Poroszországé lett II. Frigyes szívesen látta Krasickit udvarában és (1795) gneseni érsekké tette. Krasicki kiváló tehetségei legjobban érvényesültek szatirikus és didaktikus irányu műveiben: Monachomachia (1778) és Antimonachomachia (1780) című szatirikus eposzai a papság, főleg a szerzetesek tudatlanságát és léha pöffeszkedését ostorozzák, közkinccsé lettek. Meséi és Parabolái, melyekben kitűnő humor és mélyreható filozófia nyilatkozik meg. Hős eposza Woynu Chocimska (az 1621-iki események dicsőítése), a Henriade. Összes műveinek legjobb kiadása Varsóban (1878) került a könyvpiacra.